# Islotes Alzogaray
Los islotes Alzogaray (según Argentina) o islotes Theta (según Chile) es un conjunto de varias islas pequeñas e islotes rocosos que se encuentran cerca del oeste de la isla Primer Teniente López (o Kappa), en el extremo oeste del archipiélago Melchior, archipiélago Palmer, en la Antártida.

## Historia y toponimia
Personal de Investigaciones Discovery cartografió la isla en 1927 y le puso el nombre de The Southern Maids. En 1946 personal argentino le colocó el nombre de zeta, la octava letra del alfabeto griego. El mismo fue mantenido en las toponimias antárticas de Chile y Reino Unido. En publicaciones chilenas de 1947 aparecieron como Grupo de Las Revistas Chilenas.
En la actual toponimia antártica argentina, recuerda desde 1956 a Álvaro José de Alzogaray, marino argentino al servicio de Guillermo Brown. La isla fue inspeccionada por expediciones argentinas en los años 1940.

## Reclamaciones territoriales
Argentina incluye a los islotes en el departamento Antártida Argentina dentro de la provincia de Tierra del Fuego, Antártida e Islas del Atlántico Sur; para Chile integra la comuna Antártica de la provincia Antártica Chilena dentro de la Región de Magallanes y de la Antártica Chilena; y para el Reino Unido integra el Territorio Antártico Británico. Las tres reclamaciones están sujetas a las disposiciones y restricciones de soberanía del Tratado Antártico.
Nomenclatura de los países reclamantes: 
- Argentina: islotes Alzogaray[5][6]
- Chile: isla Theta[7]
- Reino Unido: Theta Islands[3]